# آرتور سی. میلر
آرتور چارلز میلر (به انگلیسی: Arthur Charles Miller، زاده ۸ ژوئیه ۱۸۹۵ – درگذشته ۱۳ ژوئیه ۱۹۷۰)فیلمبردار آمریکایی سینمای هالیوود بود که برنده ۳ جایزه اسکار بهترین فیلمبرداری در سال‌های ۱۹۴۱ ٬ ۱۹۴۳ و ۱۹۴۶ شد.

## گزیده فیلمشناسی
- تجربه (۱۹۲۱)
- تقلب (۱۹۲۳)
- دانوب آبی (۱۹۲۸)
- بد کمپانی (۱۹۳۱)
- هایدی (۱۹۳۸)
- آقای لینکلن جوان (۱۹۳۹)
- فصل باران آمد (۱۹۳۹) نامزدی اسکار
- بریگم یانگ (۱۹۴۰)
- علامت زورو (۱۹۴۰)
- جاده تنباکو (۱۹۴۱)
- تعقیب تبهکار (۱۹۴۱)
- چه سرسبز بود دره من (۱۹۴۱) برنده اسکار
- آوای برنادت (۱۹۴۳) برنده اسکار
- حادثه آکس‌بو (۱۹۴۳)
- قایق نجات (۱۹۴۴)
- قلب ارغوانی (۱۹۴۴)
- کلیدهای پادشاهی (۱۹۴۴) نامزد اسکار
- آنا و سلطان سیام (۱۹۴۶) برنده اسکار
- لبه تیغ (۱۹۴۶)
- قرارداد شرافتمندانه (۱۹۴۷)
- نامه‌ای به سه همسر (۱۹۴۹)
- گرداب (۱۹۴۹)